# Chalamera
Chalamera è un comune spagnolo di 138 abitanti situato nella comunità autonoma dell'Aragona.